# Petropawliwka (obwód czerkaski)
Petropawliwka (ukr. Петропавлівка) – wieś na Ukrainie, w obwodzie czerkaskim, w rejonie czerkaskim. W 2001 liczyła 1224 mieszkańców, wśród których 1208 jako ojczysty język wskazało ukraiński, 13 rosyjski, 2 mołdawski, a 1 inny.